# Kvævefjellet
Kvævefjellet är ett berg i Antarktis. Det ligger i Östantarktis. Norge gör anspråk på området. Toppen på Kvævefjellet är 2 265 meter över havet, eller 373 meter över den omgivande terrängen. Bredden vid basen är 5,9 km.
Terrängen runt Kvævefjellet är varierad. Trakten är obefolkad. Det finns inga samhällen i närheten.